# جری هریسون
جری هریسون (انگلیسی: Jerry Harrison؛ زادهٔ ۲۱ فوریهٔ ۱۹۴۹) یک موسیقی‌دان اهل ایالات متحده آمریکا است. وی از سال ۱۹۷۱ میلادی تاکنون مشغول فعالیت بوده‌است.